# نامور، بلژیک
شهر نامور (به فرانسوی: Namur) [namyʁ] در شهرستان نامور در استان نامور در منطقه والونی در کشور بلژیک واقع شده‌است.

## نگارخانه

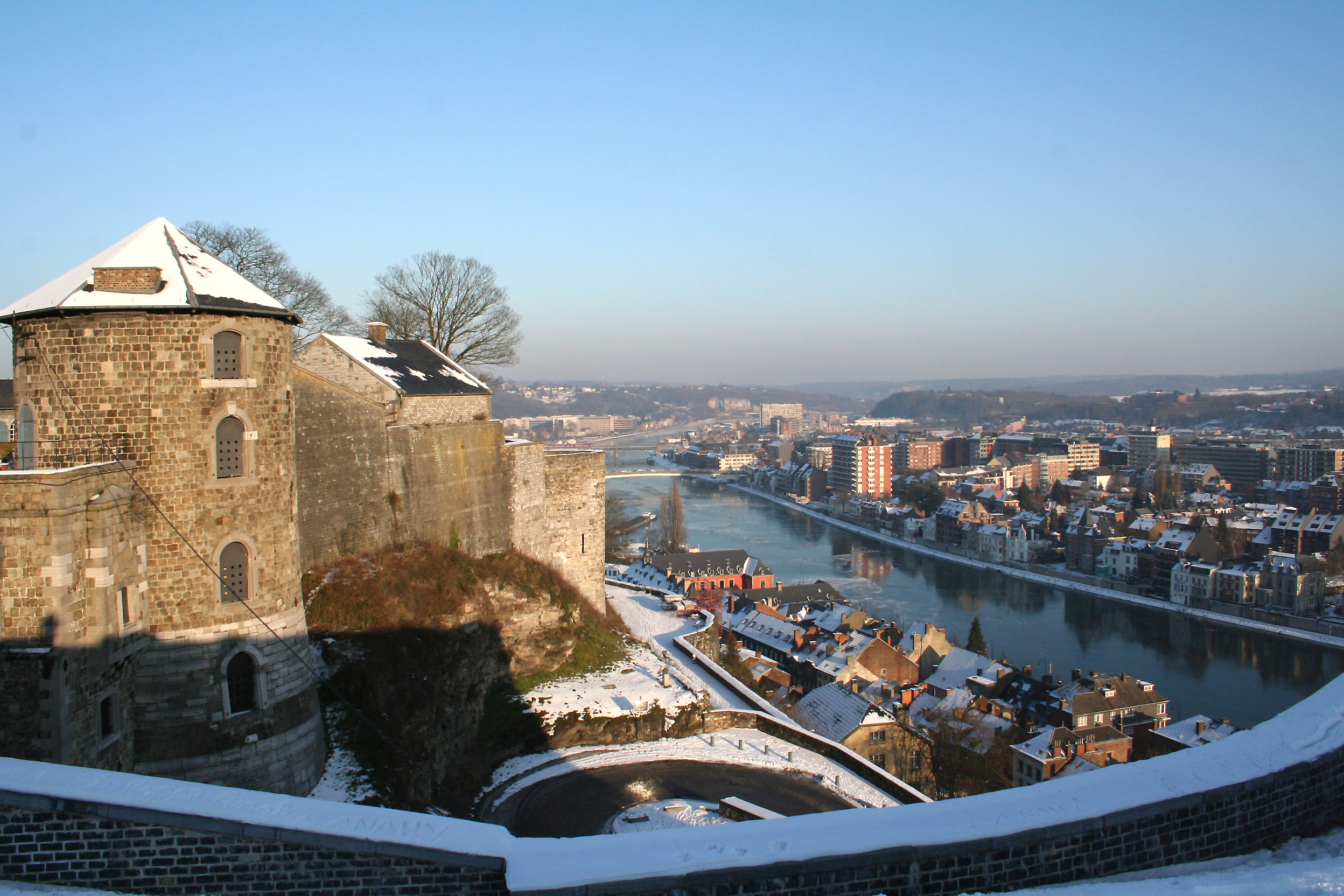
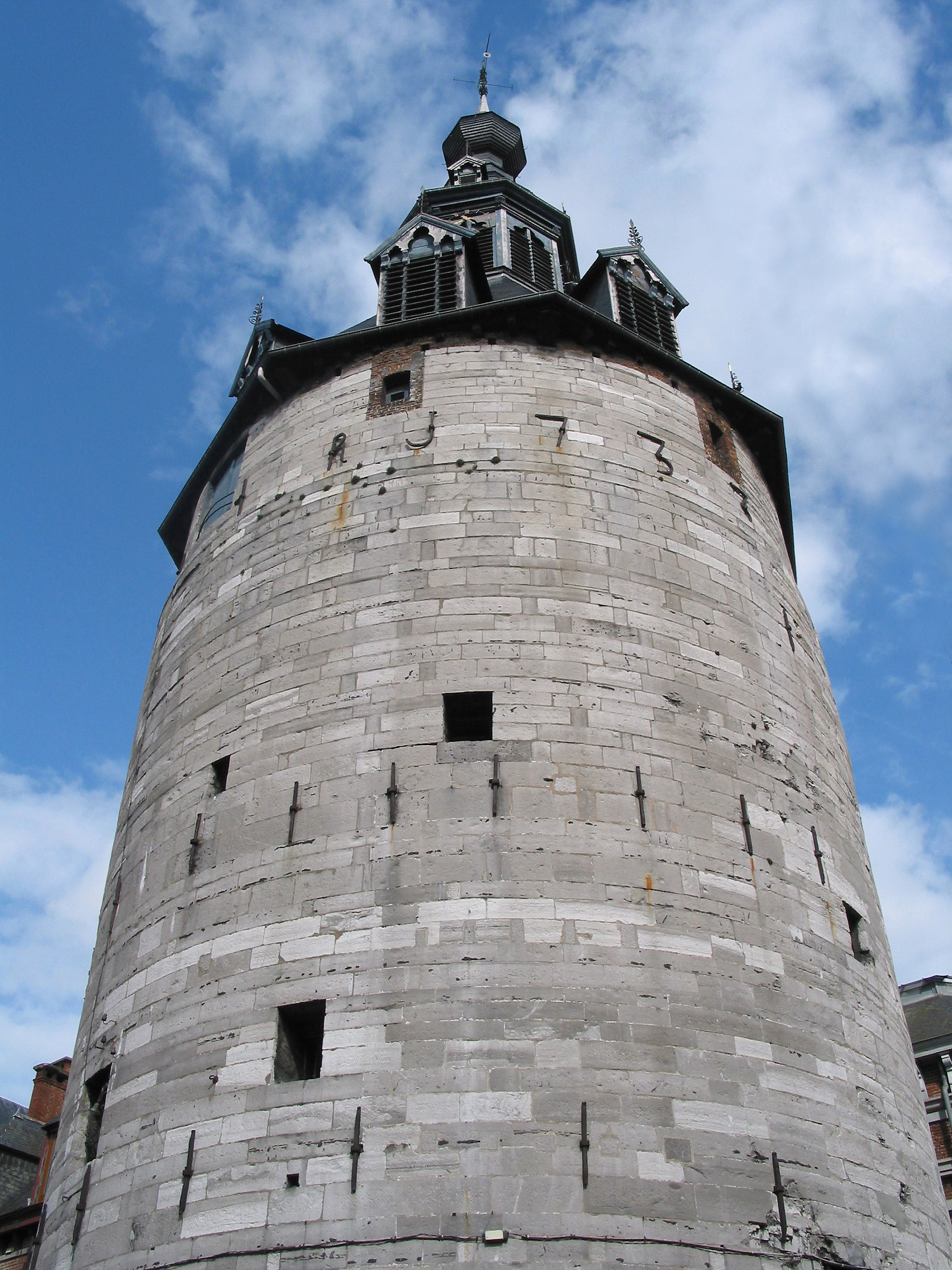
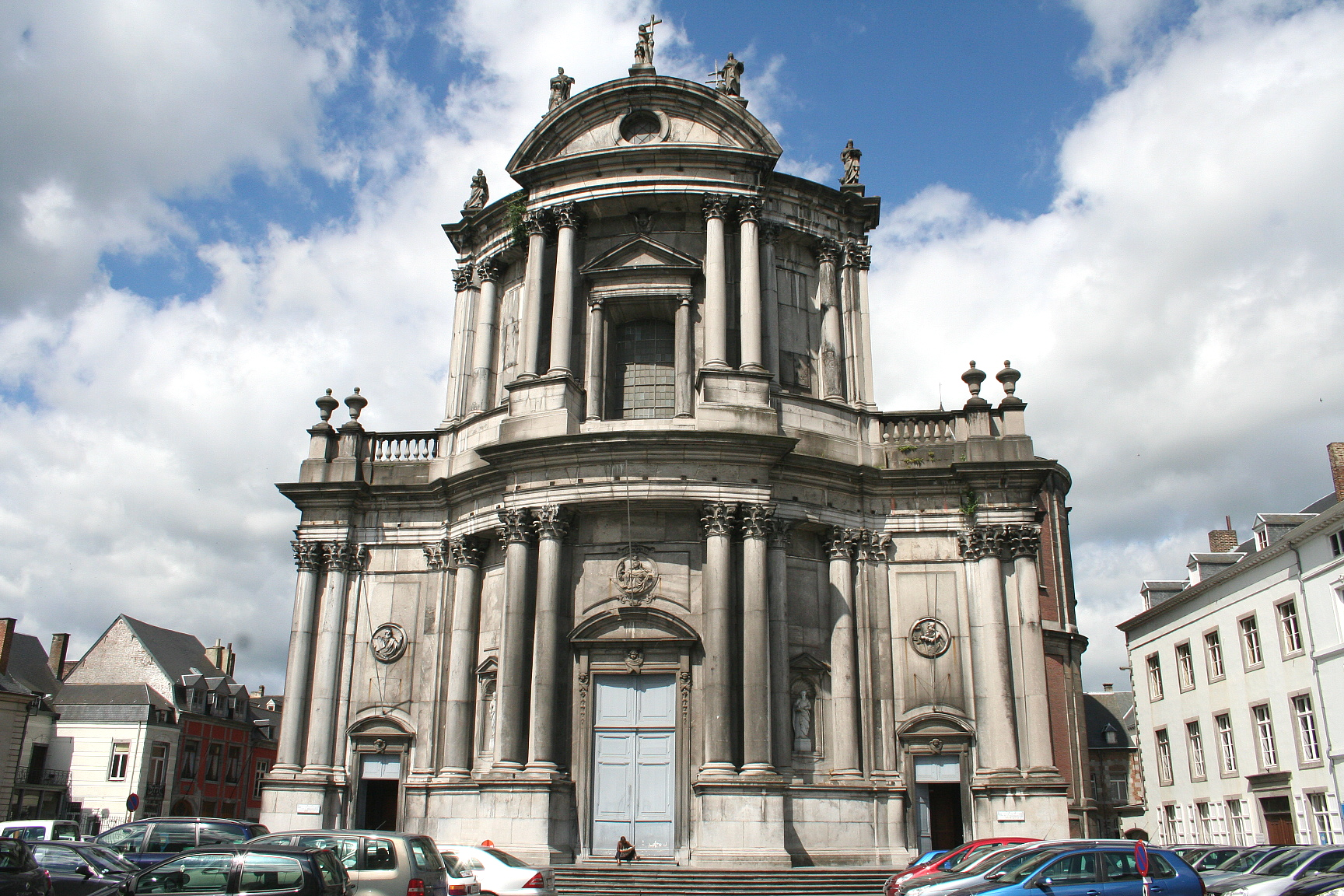
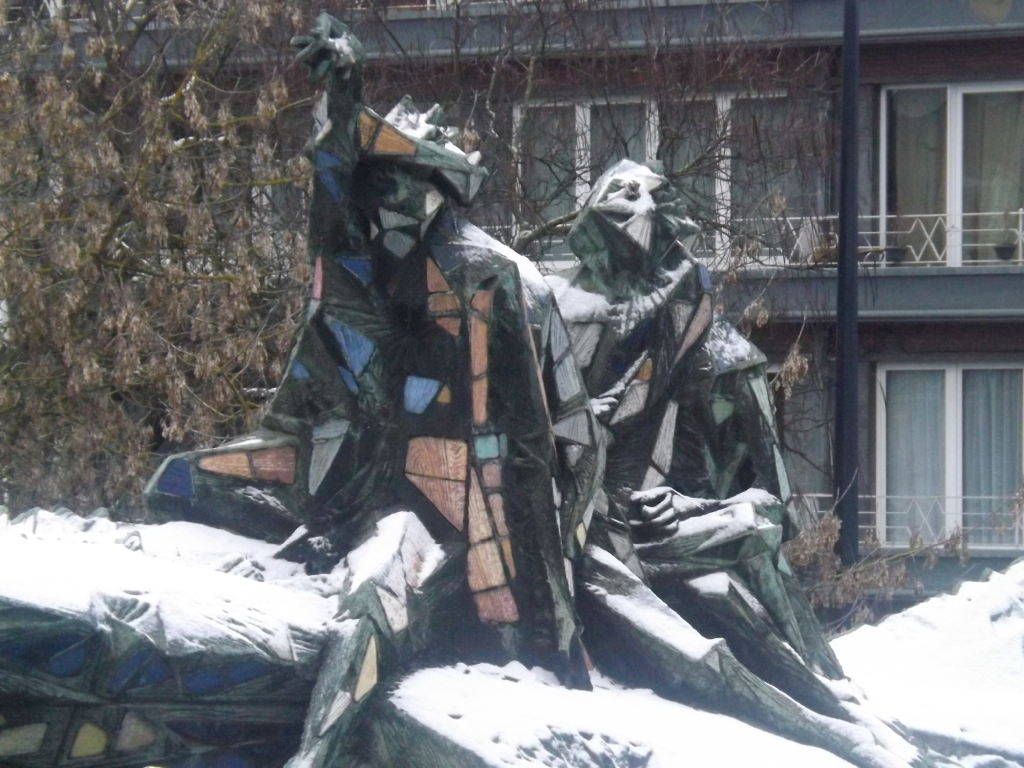